# Олимп-Скопа
«Олимп-СКОПА» — футбольный клуб из городского округа (ранее — города) Железнодорожный (Балашиха) Московской области. Выступает в Первенстве России среди команд III дивизиона, зона «Московская область», в группе «А». Двукратный обладатель Кубка России среди команд III дивизиона.

## История
Клуб был основан в 1995 году. В 2000 году переименован в «Титан-2» и переехал на стадион «Орион». Являлся фарм-клубом реутовского «Титана»[уточнить]. В 2005—2006 годах назывался «Олимп» (в 1994—2000 годах в Первенстве КФК выступала команда «Криогенмаш»). С 2007 года носит название «Олимп-СКОПА», так как команду стала спонсировать одна из крупнейших строительных компаний Железнодорожного — «СКОПА». В 2010 году клуб закончил чемпионат на 3-м месте и стал обладателем кубка ЛФК в зоне «Московская область», обыграв в финальной серии «Росич» (Московский) — 1:0 на поле «Росича» и 5:0 в Железнодорожном. Затем одержал победу на финальном турнире Кубка ЛФК в Сочи, в матче за 1-е место победив «Сызрань-2003» – 0:0, пен. 8:7, став сильнейшим любительским клубом России.
Однако в марте 2011 года руководство клуба приняло решение о расформировании команды в связи с отсутствием финансирования в период строительства нового стадиона в городе Железнодорожном. В 2013 году клуб возрождён и начал своё выступление в Первенстве России среди команд III дивизиона (зона «Московская область», группа «Б», Юг), заняв в итоге второе место, а также во второй раз в своей истории выиграл Кубок России среди команд III дивизиона в зоне «Московская область».

## Статистика выступлений
Чемпионат
| Год  | Турнир | Место | И  | В  | Н | П  | М      | О   |
| ---- | --- | ----- | -- | -- | - | -- | ------ | --- |
| 2001 | КФК, зона «Москва»                                                                                              | 16    | 36 | 9  | 4 | 23 | 39-86  | 31  |
| 2002 | КФК, зона «Москва»                                                                                              | 13    | 40 | 14 | 7 | 19 | 70-79  | 49  |
| 2003 | КФК, зона «Москва»                                                                                              | 12    | 36 | 14 | 7 | 15 | 66-72  | 49  |
|      | |       |    |    |   |    |        |     |
| 2005 | ЛФЛ, зона «Московская область», группа «Б»                                                                      | 9     | 26 | 8  | 2 | 16 | 41-65  | 26  |
| 2006 | ЛФЛ, зона «Московская область», группа «Б»                                                                      | 9     | 30 | 10 | 6 | 14 | 62-59  | 36  |
| 2007 | ЛФЛ, зона «Московская область», группа «Б»                                                                      | 3     | 34 | 24 | 2 | 8  | 94-44  | 74  |
| 2008 | ЛФЛ, зона «Московская область», группа «А»                                                                      | 10    | 30 | 10 | 3 | 17 | 46-65  | 33  |
| 2009 | ЛФЛ, зона «Московская область», группа «А»                                                                      | 4     | 30 | 20 | 4 | 6  | 67-25  | 64  |
| 2010 | ЛФЛ, зона «Московская область», группа «А»                                                                      | 3     | 30 | 18 | 6 | 6  | 68-24  | 60  |
|      | |       |    |    |   |    |        |     |
| 2013 | Третий дивизион, зона «Московская область», группа «Б» (юг) — или первенство Московской области, предв. этап    | 1     | 21 | 18 | 2 | 1  | 104-20 | 56  |
| 2013 | Третий дивизион, зона «Московская область», группа «Б» (финал) — или первенство Московской области, финал. этап | 2     | 4  | 2  | 0 | 2  | 8-8    | п/о |
| 2014 | Третий дивизион, зона «Московская область» (чемпионат Московской области), группа «А»                           | 2     | 28 | 22 | 2 | 4  | 95-25  | 68  |
|      | |       |    |    |   |    |        |     |
| 2016 | Третий дивизион, зона «Московская область» (чемпионат Московской области), группа «А»                           | 2     | 30 | 24 | 3 | 3  | 84-27  | 75  |
| 2017 | Третий дивизион, зона «Московская область» (чемпионат Московской области), группа «А»                           | 5     | 30 | 16 | 5 | 9  | 89-41  | 53  |
|      | |       |    |    |   |    |        |     |
| 2020 | Третий дивизион, зона «Московская область» (чемпионат Московской области), лига «А»                             | 8     | 13 | 6  | 3 | 6  | 25-25  | 18  |
| 2021 | Третий дивизион, зона «Московская область» (чемпионат Московской области), лига «А»                             | 5     | 30 | 17 | 6 | 7  | 62-46  | 57  |

Кубок
| Год  | Турнир                                                                           | Стадия/место |
| ---- | -------------------------------------------------------------------------------- | ------------ |
| 2008 | Кубок России среди команд III дивизиона зона «Московская область»                | 1/2          |
| 2009 | Кубок России среди команд III дивизиона зона «Московская область»                | Финал        |
| 2010 | Кубок России среди команд III дивизиона зона «Московская область»                | Победа       |
| 2010 | Финал межрегионального раунда Кубок России по футболу среди команд III дивизиона | Победа       |
| 2013 | Кубок России среди команд III дивизиона зона «Московская область»                | Победа       |
| 2013 | Финал межрегионального раунда Кубок России по футболу среди команд III дивизиона | 2            |
| 2016 | Кубок России среди команд III дивизиона зона «Московская область»                | 1/4          |
| 2016 | Финал межрегионального раунда Кубок России по футболу среди команд III дивизиона | 4            |
| 2021 | Кубок Лиги (для команд лиги А и Б чемпионата Московской области)                 | 1/4          |

## Стадион
Команда играет в спорткомплексе «Орион», расположенном по адресу г. о. Железнодорожный, ул Пионерская, д.1а.

## ФК «Керамик» (Балашиха)
В 2018 и 2019 годах в III дивизионе зоны «Московская область» команда «Олимп-Скопа» не играла, в группе/лиге «А» выступал ФК «Керамик». В сезоне-2018 занял 11-е место в группе «А» первенства и дошёл до финала Кубка России среди команд III дивизиона зоны «Московская область», в финале проиграв ФК «Люберцы» — 1:2, 0:3. В сезоне-2019 занял 9-е место в первенстве и дошёл до полуфинала кубка, уступив команде «Знамя» (Ногинск) — 1:2.
В первенствах 2020 и 2021 годов (лига «А» чемпионата Московской области) вновь играла команда «Олимп-Скопа», в 2021 году — также «Балашиха» (победила в Лиге «А», а в 2020 году — в Лиге «Б»; участвовала также в ряде предыдущих сезонов). С 2013 года в Лиге «Б» играет также команда СШОР «Метеор». «Олимп-Скопа» и «Метеор» представляют городской округ Балашиха.